# (1543) Bourgeois
(1543) Bourgeois est un astéroïde de la ceinture principale découvert le 21 septembre 1941 à Uccle par l'astronome belge Eugène Joseph Delporte.

## Historique
Sa désignation provisoire, lors de sa découverte le 21 septembre 1941, était 1941 SJ.

## Caractéristiques
Sa distance minimale d'intersection de l'orbite terrestre est de 0,764 409 ua.